# Simon Yussuf Assaf
Simon Yussuf Assaf, né le 16 décembre 1938 à Yahchouch, Liban, mort le 29 décembre 2013 à Jounieh, Liban, est un prêtre et poète libanais, constructeur de ponts entre l’Orient et l’Occident.

## Biographie
Durant ses 30 années d’activités au  Goethe-Institut Beyrouth, Simon Yussuf Assaf s’est consacré à la construction de ponts humains et culturels entre l’Allemagne et le Liban. En sa qualité de responsable du programme culturel, il invitait des artistes et des intellectuels allemands au Liban. Durant les périodes de troubles et de guerres qui ont ensanglanté ce pays, la plupart des centres culturels étrangers ont fermé leurs portes dans la capitale libanaise pendant plus de quinze ans. En dépit de tous les risques, Simon Yussuf Assaf a tenu, avec ses collègues à l’Institut Goethe, à maintenir cet établissement ouvert au public. Très apprécié pour son engagement et son dévouement, la Fondation de l’Institut Goethe lui décerne la Médaille de Goethe et le gouvernement allemand en 2005 le Bundesverdienstkreuz.
D’ailleurs, en tant qu’étudiant à l’Université Saint-Joseph des Jésuites à Beyrouth, Simon Yussuf Assaf s’intéressait à la culture allemande. Il postule dans les années 60 du siècle dernier pour une bourse en Allemagne, mais il obtient une de l’Université française à Strasbourg. Devant cette université alsacienne il soutient en 1967 une thèse de doctorat en Sciences comparées des Religions, sous la direction du Professeur Maurice Nédoncelle. Durant ses études et ses recherches à Strasbourg, il enseignait à l’Université de Fribourg-en-Brisgau la langue arabe au département des études islamiques. C’est là qu’il rencontre sa future épouse, Ursula Nowak, qui préparait également sa thèse de doctorat dans cette discipline.
Ils se marient en 1972 et s’installent, deux ans plus tard, au Liban. Ils y ont exercé leurs activités professionnelles, lui au Goethe-Institut à Beyrouth, et elle à l’Université St.-Esprit, à Kaslik. Durant leur temps libre, ils traduisaient des ɶuvres d’auteurs libanais en allemand, comme Amin al-Rihani, Mikhail Nuaimi, Said Akl, Akl Jurr, Fuad Suleiman et Fuad Rifka.
Leur grande réalisation demeure, cependant, la traduction de l’arabe en allemand de l’ɶuvre complète du fameux poète et philosophe libanais, Khalil Gibran, mondialement connu pour son bestseller Le Prophète, ainsi que sa correspondance. Au Liban, ils donnaient des conférences aux groupes de touristes allemands. Pendant leurs vacances d’été en Allemagne, ils présentaient des auteurs libanais et arabes dans différents villes et centres culturels. Ils ont également traduit de nombreuses autres ɶuvres de l’arabe en allemand.
Simon Yussuf Assaf décède le 29 décembre 2013, quelques jours après son 75e anniversaire.

## Œuvres lyriques
Dans ses poèmes, Simon Yussuf Assaf évoque souvent la beauté et la riche histoire de son pays, comme Terre de rêve, ou Ma patrie. Dans d’autres, il sublime la beauté de l’amour comme La main.
En tant que prêtre maronite, Simon Yussuf Assaf s’est moins intéressé au service de l’institution religieuse qu’à celui des hommes, sans distinction de race, de couleur ou de religion. Plusieurs de ses poèmes incarnent des prières poétiques ou des psaumes modernes, comme Prière, Mon guide, Acte de foi, Vision, Hymne à la vie.

## Publications
- S. Yussuf Assaf: La notion de l’aumône chez les Mésopotamiens, les Phéniciens et dans l’Ancien Testament. Strasbourg 1967 (Thèse de doctorat).
- S. Yussuf Assaf: Ich bin ein singender Vogel. 2  édition. Ars Edition, München 1969.
- S. Yussuf Assaf: Am Ufer des Adonis. Imp. St. Paul, Jounieh/Liban 1977.
- Ursula & Yussuf Assaf (éd.): Arabische Märchen aus dem Morgenland. Fischer TB-Verlag, Frankfurt 1977 (traduit par S. & U. Yussuf Assaf).
- Ursula & Yussuf Assaf (éd.): Märchen aus dem Libanon. In: Die Märchen der Weltliteratur. 1. Auflage. Eugen Diederichs, Düsseldorf-Köln 1978 (traduit par Ursula & Yussuf Assaf),  (ISBN 3-424-00611-4).
- Ursula & Yussuf Assaf (éd.): Arabische Märchen aus Nordafrika. Fischer TB-Verlag, Frankfurt/Main 1978 (traduit par Ursula & Yussuf Assaf).
- Ursula & Yussuf Assaf (éd.): Arabische Gespenstergeschichten. Fischer TB-Verlag, Frankfurt am Main 1980 (traduit par Ursula & Yussuf Assaf),  (ISBN 3-596-22826-3).
- Ursula & Yussuf Assaf (éd.): Schiffe ans andere Ufer. Dichtung aus dem Libanon. 1 Auflage. Herder Verlag, Freiburg 1980 (traduit par Ursula & Yussuf Assaf).
- S. Yussuf Assaf, Im Schatten der Zedern. 3 Auflage. Benzinger-Verlag, Zürich, Düsseldorf 1999 (dritte Auflage unter anderem Titel).
- S. Yussuf Assaf: Gesänge aus dem Libanon. Grazer Druckerei, Graz 1982.
- Khalil Gibran: Rebellische Geister. Walter Verlag, Olten/Schweiz 1983 (traduit par Ursula & Yussuf Assaf).
- Ursula & Yussuf Assaf (éd.): Das Khalil Gibran Lesebuch (Auszüge). Walter Verlag, Olten/Schweiz 1983 (traduit par Ursula & Yussuf Assaf).
- S. Yussuf Assaf: Sieh die Nachtigall Bruder (1. Aufl.). Kreuz Verlag, Stuttgart 1985 (traduit par Ursula & Yussuf Assaf).
- 6. Aufl. 2006, Imp. St. Paul, Jounieh/Libanon
- Simon Yussuf Assaf, Sur le Chemin des Étoiles (1re éd.,) 2001, Imp. St. Paul, Jounieh/Liban
- Khalil Gibran: Gebrochene Flügel. Walter Verlag, Olten/Schweiz 1985 (traduit par Ursula & Yussuf Assaf).
- Mansour Labaky: Kfar Sama. Horizonte Verlag, Rosenheim 1988 (traduit par Ursula & Yussuf Assaf).
- Bernhard Welte: Lieder der Nacht, Lieder des Tages. Imp. St. Paul, Jounieh/Libanon 1988 (traduit par Ursula & Yussuf Assaf) (mit Aquarellen des Autors & franz. Übers.).
- Khalil Gibran: Jesus Menschensohn. Walter Verlag, Olten/Schweiz 1988 (traduit par Ursula & Yussuf Assaf).
- Mikhail Nuaime: Zwiegespräch beim Sonnenuntergang. Walter Verlag, Olten/Schweiz 1990 (traduit par Ursula & Yussuf Assaf).
- Fuad Rifka: Tagebuch eines Holzsammlers. Heiderhoff Verlag, Eisingen 1990 (traduit par Ursula & Yussuf Assaf) (arab. u. dt.).
- Mansour Labaky: Nassim, ein Kind klagt an. Knecht Verlag, Frankfurt/M. 1992 (traduit par Ursula & Yussuf Assaf).
- Khalil Gibran: Eine Träne & ein Lächeln. Walter Verlag, Olten/Schweiz 1992 (traduit par Ursula & Yussuf Assaf).
- Khalil Gibran: Götter der Erde. Walter Verlag, Olten/Schweiz 1993 (traduit par Ursula & Yussuf Assaf).
- Khalil Gibran: Der Vorbote. Walter Verlag, Olten/Schweiz 1994 (traduit par Ursula & Yussuf Assaf).
- Fuad Rifka: Gedichte eines Indianers. Heiderhoff Verlag, Eisingen 1994 (traduit par Ursula & Yussuf Assaf) (arab. u. dt.).
- Amin Rihani: Der Eseltreiber & der Priester. Walter Verlag, Zürich & Düsseldorf 1995 (traduit par Ursula & Yussuf Assaf).
- Khalil Gibran: Die Stürme. Walter Verlag, Zürich & Düsseldorf 1996 (traduit par Ursula & Yussuf Assaf).
- Khalil Gibran: Erde & Seele/Wunderbare Geschichten. Walter Verlag, Zürich & Düsseldorf 1996 (traduit par Ursula & Yussuf Assaf).
- Khalil Gibran, Ursula & Yussuf Assaf (éd.): Hinter dem Schleier der Nacht leuchtet das Licht (Textauswahl). Herder Verlag, Freiburg i. Br. 1997 (traduit par Ursula & Yussuf Assaf).
- Khalil Gibran: Der Prophet. 2 Auflage. Patmos Verlag Walter Verlag, Düsseldorf & Zürich 2002 (Originaltitel: The Prophet, traduit par Ursula Assaf-Nowak),  (ISBN 3-530-26803-8) (illustrierte Ausgabe mit Aquarellen, die Khalil Gibran selbst gemalt hat).
- Amin Rihani: Der Eseltreiber & der Priester. Patmos Verlag, Düsseldorf 2003 (Originaltitel: Al-Makari wal-Kahen, traduit par Ursula & Yussuf Assaf),  (ISBN 3-491-45002-0).
- Simon Yussuf Assaf, S. & U. Assaf (éd.): Deine Lieder sind meine Lieder. Imprimerie St. Paul, Jounieh 2003 (traduit par Ursula Assaf Nowak).
- Khalil Gibran, Ursula & Simon Yussuf Assaf (éd.): Sämtliche Werke. Patmos Verlag, Düsseldorf 2003 (traduit par Ursula & Yussuf Assaf),  (ISBN 3-491-50701-4).
- Khalil Gibran: Jesus Menschensohn. Patmos Verlag, Düsseldorf 2006 (Originaltitel: Jesus the Son of Man, traduit par Ursula Assaf),  (ISBN 3-491-50717-0).
- Khalil Gibran, Ursula & Simon Yussuf Assaf (éd.): Mit Khalil Gibran durch das Jahr. Patmos Verlag, Düsseldorf 2007 (traduit par Ursula Assaf),  (ISBN 978-3-491-50723-4).
- Simon Yussuf Assaf, Simon & Ursula Assaf (éd.): Melodien des Lebens. 1 Auflage. Echter Verlag, Würzburg 2010 (traduit par Ursula & Yussuf Assaf),  (ISBN 978-3-429-03288-3).
- Khalil Gibran, Ursula & Simon Yussuf Assaf (éd.): Nur ein Geheimnis des Lebens. 1 Auflage. Patmos-Verlag, Düsseldorf 2012 (traduit par Ursula & Yussuf Assaf), (ISBN 978-3-8436-0237-2).
- Khalil Gibran, Ursula & Yussuf Assaf (éd.): Wer nie das Leid erblickt, wird nie die Freude sehen. 2. Auflage. Patmos-Verlag, Düsseldorf 2013 (traduit par Ursula & Yussuf Assaf),  (ISBN 978-3-8436-0176-4)